# Paolo Scalabrini
Paolo Scalabrini (1713 – Lucca, 23 febbraio 1806) è stato un compositore italiano.
Scalabrini fu dal 1742 il direttore musicale nella compagnia operistica di Pietro Mingotti, quando questa si trovava a Graz. Egli viaggiò attraverso la Germania e l'impero austriaco componendo e riarrangiando diverse opere e nel 1747 giunse a Copenaghen, dove rimase fino al 1756. Nel 1748 sposò la cantante soprano Grazia Mellini e nello stesso anno diventò maestro di cappella della corte reale danese, succedendo a Johann Adolph Scheibe. Tenne questa posizione sino al 1753, quando fu sostituito da Giuseppe Sarti. Tuttavia Scalabrini rimase nella capitale danese, dove scrisse diversi intermezzi e singspiel in danese. Dopo un altro viaggio durato alcuni anni, ritornò nel 1768 a Copenaghen come direttore musicale di una compagnia che egli aveva formato in Italia e nel 1775, quando Sarti lasciò la Danimarca, Scalabrini fu reintegrato nella carica di direttore della cappella. Nel 1781, dopo la morte della sua prima moglie, lasciò Copenaghen e ritornò in Italia.

## Lavori

### Opere
- Sirbace (dramma per musica, 1742, Graz)
- Oronte re de sciti (opera seria, libretto di Carlo Goldoni, 1742)
- Artaserse (dramma per musica, libretto di Pietro Metastasio, 1743, Amburgo)
- Cajo Fabricio (dramma per musica, 1743, Graz)
- Siroe re di Persia (dramma per musica, libretto di Pietro Metastasio, 1744)
- Adelaide (dramma per musica, libretto di Antonio Salvi e Carlo Goldoni, 1744, Amburgo, riadattamento parziale dell'Ottone di Gennaro D'Alessandro)[2]
- Antigono (dramma per musica, libretto di Pietro Metastasio, 1744, Praga)
- Catone in Utica (dramma per musica, 1744, Amburgo)
- Didone (dramma per musica, 1744, Amburgo)
- Venceslao (dramma per musica, 1744, Copenaghen)
- Angelica e Medoro (dramma per musica, libretto di Pietro Metastasio, 1746, Amburgo)
- Adriano (dramma per musica, libretto di Pietro Metastasio, 1746, Amburgo)
- Alessandro nell'Indie (dramma per musica, libretto di Pietro Metastasio, Copenaghen, 1749)
- Il marito vizioso (intermezzo, libretto di F. Darbes, 1750, Copenaghen)
- Den forliebte skildrer (1756)
- Lucio Vero (dramma per musica, libretto di Apostolo Zeno, 1756, Brunswick)
- Koerlighed uden strømper (1773)
- Oraklet (1776)

### Altri lavori
- Giuseppe riconosciuto (oratorio, libretto di Pietro Metastasio, 1742, Bologna)
- 6 sinfonie